# Jakob Seidel
Jakob Seidel (* 23. Juni 1546 in Ohlau in Schlesien; † 4. Februar 1615 in Greifswald) war ein deutscher Mediziner und Hochschullehrer.
Jakob Seidel studierte im Wittenberg und Heidelberg und praktizierte seit 1573 als Arzt in Wien, Brünn und Breslau. Zwei Jahre später wurde er in Basel zum Doktor der Medizin promoviert. Ab 1576 praktizierte  Seidel in Anklam als Stadtarzt, bis er 1581 in Greifswald zum Professor der Medizin ernannt wurde. Hier wurde er viermal zum Rektor gewählt.
Jakob Seidel war verheiratet mit Katharina Zimdars. Seine Tochter Dorothea war seit 1611 verheiratet mit dem Greifswalder Juraprofessor Matthias Stephani.
Seidel starb 1615 im 69. Lebensjahr.